# Hold Me in Your Arms (album)
Hold Me in Your Arms là album phòng thu thứ hai của ca sĩ người Anh Rick Astley, phát hành ngày 26 tháng 11 năm 1988 bởi RCA Records. Sau thành công về mặt thương mại của album đầu tay Whenever You Need Somebody (1987), hãng đĩa muốn Astley gấp rút trở lại thu âm cho dự án tiếp theo để tận dụng sự nổi tiếng của ông lúc bấy giờ. Tuy nhiên, mâu thuẫn về khâu sáng tạo giữa nam ca sĩ và đội sản xuất Stock Aitken Waterman khiến quá trình sản xuất gặp nhiều khó khăn, trong đó ông từ chối đĩa đơn đầu tiên dự kiến cho album "Nothing Can Divide Us", bản nhạc về sau được thể hiện bởi Jason Donovan. Để xoa dịu tình hình, nhà sản xuất Pete Waterman cho phép Astley chủ động làm việc với những nhạc sĩ và nhà sản xuất thuộc Pete Waterman Limited, nhưng một vụ hỏa hoạn ở phòng thu PWL đã thiêu rụi phần lớn những bản nhạc mới của ông, khiến việc ra mắt album bị chậm trễ. Tương tự như đĩa nhạc trước, Hold Me in Your Arms là một bản thu âm pop và dance-pop với sáu bài hát do nam ca sĩ tự sáng tác.
Do hậu quả của vụ cháy ở phòng thu, Stock Aitken Waterman gấp rút sáng tác và sản xuất bốn bản nhạc mới để thêm vào album, giúp Astley hoàn thành tiến độ công việc như dự kiến. Ngoài ra, Hold Me in Your Arms còn có sự tham gia đồng sản xuất từ Ian Curnow, Phil Harding và Daize Washbourn. Nội dung ca từ của đĩa nhạc hầu hết đề cập đến chủ đề tình yêu và những khía cạnh trong một mối quan hệ tình cảm. Sau khi phát hành, Hold Me in Your Arms nhận được những phản ứng tích cực từ các nhà phê bình âm nhạc, trong đó họ ghi nhận khả năng sáng tác của Astley nhưng cũng vấp phải nhiều ý kiến cho rằng âm nhạc của tác phẩm quá giống với Whenever You Need Somebody. Album cũng gặt hái những thành công tương đối về mặt thương mại khi lọt vào top 10 ở nhiều quốc gia và lãnh thổ, bao gồm những thị trướng lớn như Canada, Đức, Ý, Thụy Điển và Vương quốc Anh. Hold Me in Your Arms vươn đến vị trí thứ 19 trên bảng xếp hạng Billboard 200, đánh dấu đĩa nhạc thứ hai liên tiếp của nam ca sĩ vươn đến top 20 tại Hoa Kỳ.
Năm đĩa đơn đã được phát hành từ Hold Me in Your Arms. "She Wants to Dance with Me" được chọn làm đĩa đơn mở đường và là một nỗ lực của Astley trong việc giành được sự tin tưởng của Waterman, người hâm mộ đĩa đơn năm 1987 của Whitney Houston "I Wanna Dance with Somebody (Who Loves Me)". Đĩa đơn thành công trên toàn cầu khi xuất hiện trong top 10 tại nhiều quốc gia, đồng thời đạt vị trí thứ sáu trên bảng xếp hạng Billboard Hot 100 tại Hoa Kỳ. Hai đĩa đơn tiếp theo "Take Me to Your Heart" và "Hold Me in Your Arms" chỉ được phát hành giới hạn ở Châu Âu và đạt được những thành công tương đối, trong khi hai đĩa đơn còn lại "Giving Up on Love" và "Ain't Too Proud to Beg" nhắm đến thị trường Hoa Kỳ. Mối quan hệ giữa Astley với giới truyền thông Anh xấu đi đáng kể sau khi ra mắt Hold Me in Your Arms và ông bị gọi là là "con rối" của Stock Aitken Waterman, khiến doanh số tiêu thụ đĩa đơn bị ảnh hưởng. Sau đó, nam ca sĩ rời khỏi Pete Waterman Limited để phát triển định hướng âm nhạc và hình tượng mới.

## Danh sách bài hát
Tất cả các ca khúc được viết bởi Rick Astley, ngoại trừ một số ghi chú..
| Hold Me in Your Arms – Phiên bản tiêu chuẩn | Hold Me in Your Arms – Phiên bản tiêu chuẩn | Hold Me in Your Arms – Phiên bản tiêu chuẩn | Hold Me in Your Arms – Phiên bản tiêu chuẩn | Hold Me in Your Arms – Phiên bản tiêu chuẩn |
| STT                                         | Nhan đề                                     | Sáng tác                                    | Sản xuất                                    | Thời lượng                                  |
| ------------------------------------------- | ------------------------------------------- | ------------------------------------------- | ------------------------------------------- | ------------------------------------------- |
| 1.                                          | "She Wants to Dance with Me"                |                                             | Phil Harding Ian Curnow                     | 3:14                                        |
| 2.                                          | "Take Me to Your Heart"                     | Mike Stock Matt Aitken Pete Waterman        | Stock Aitken Waterman                       | 3:27                                        |
| 3.                                          | "I Don't Want to Lose Her"                  | Stock Aitken Waterman                       | Stock Aitken Waterman                       | 3:31                                        |
| 4.                                          | "Giving Up on Love"                         |                                             | Daize Washbourn Rick Astley                 | 4:19                                        |
| 5.                                          | "Ain't Too Proud to Beg"                    | Eddie Holland Norman Whitfield              | Stock Aitken Waterman                       | 4:19                                        |
| 6.                                          | "Till Then (Time Stands Still)"             | Stock Aitken Waterman                       | Stock Aitken Waterman                       | 3:14                                        |
| 7.                                          | "Dial My Number"                            |                                             | Washbourn Astley                            | 4:09                                        |
| 8.                                          | "I'll Never Let You Down"                   |                                             | Washbourn Astley                            | 3:55                                        |
| 9.                                          | "I Don't Want to Be Your Lover"             |                                             | Washbourn Astley                            | 3:58                                        |
| 10.                                         | "Hold Me in Your Arms"                      |                                             | Harding Curnow                              | 4:32                                        |

## Xếp hạng
| Bảng xếp hạng (1988–1989)                | Vị trí cao nhất |
| ---------------------------------------- | --------------- |
| Album Úc (ARIA)                          | 19              |
| Album Áo (Ö3 Austria)                    | 30              |
| Album Canada (RPM)                       | 3               |
| Album Hà Lan (Album Top 100)             | 42              |
| Album Châu Âu (Music & Media)            | 6               |
| Album Phần Lan (Suomen virallinen lista) | 14              |
| Album Pháp (IFOP)                        | 28              |
| Album Đức (Offizielle Top 100)           | 3               |
| Album Ý (Musica e dischi)                | 5               |
| Album New Zealand (RMNZ)                 | 28              |
| Album Tây Ban Nha (AFYVE)                | 5               |
| Album Thụy Điển (Sverigetopplistan)      | 7               |
| Album Thụy Sĩ (Schweizer Hitparade)      | 11              |
| Album Anh Quốc (OCC)                     | 8               |
| Album Hoa Kỳ Billboard 200               | 19              |

| Bảng xếp hạng (1988)           | Vị trí |
| ------------------------------ | ------ |
| Album Anh Quốc (Gallup)        | 54     |
| Bảng xếp hạng (1989)           | Vị trí |
| Album Úc (ARIA)                | 77     |
| Album Canada (RPM)             | 24     |
| Album Châu Âu (Music & Media)  | 45     |
| Album Đức (Offizielle Top 100) | 30     |
| Hoa Kỳ Billboard 200           | 94     |

## Chứng nhận
| Quốc gia                                                                           | Chứng nhận  | Số đơn vị/doanh số chứng nhận |
| ---------------------------------------------------------------------------------- | ----------- | ----------------------------- |
| Úc (ARIA)                                                                          | Bạch kim    | 70.000^                       |
| Canada (Music Canada)                                                              | 2× Bạch kim | 200.000^                      |
| Đức (BVMI)                                                                         | Vàng        | 250.000^                      |
| Hồng Kông (IFPI Hồng Kông)                                                         | Bạch kim    | 20.000*                       |
| Tây Ban Nha (PROMUSICAE)                                                           | 2× Bạch kim | 200.000^                      |
| Thụy Sĩ (IFPI)                                                                     | Vàng        | 25.000^                       |
| Anh Quốc (BPI)                                                                     | Bạch kim    | 300.000^                      |
| Hoa Kỳ (RIAA)                                                                      | Vàng        | 500.000^                      |
| * Chứng nhận dựa theo doanh số tiêu thụ. ^ Chứng nhận dựa theo doanh số nhập hàng. |             |                               |